# Кызылтас (горы)
Кызылтас (каз. Қызылтас, что значит Красный камень) — горы в пределах Казахского мелкосопочника в Карагандинской области Казахстана. Занимают более 4 тыс. км². Сложены породами перми, карбона, силура и девона.
Площадь поверхности — 4000 км².
Горы Кызылтас разделены речными долинами. Здесь берут своё начало реки Нура, впадающая на западе в озеро Тенгиз, и Токрау, теряющаяся на юге в полупустыне по направлению к озеру Балхаш.
Высочайшая точка — гора Кушокы (1283 м). Другие горные вершины: Керегетас (1183 м), Соран (1208 м), Киматас (1247 м), Бериккара (1099 м), Сарыжол (1153 м), Жантау (1217 м), Кызыладыр (1114 м), Корпетай (1226 м), Нуртай (1172 м), Жыланды (1195 м), Акшоыы (1153 м), Отар (1159 м), Аккемер (1132 м).